# Havrîlkî (Runivșciîna), Poltava
Havrîlkî (în ucraineană Гаврилки) este un sat în comuna Runivșciîna din raionul Poltava, regiunea Poltava, Ucraina.

## Demografie
Componența lingvistică a localității Havrîlkî
     Ucraineană (88,89%)
     Rusă (11,11%)
Conform recensământului din 2001, majoritatea populației localității Havrîlkî era vorbitoare de ucraineană (88,89%), existând în minoritate și vorbitori de rusă (11,11%).